# Tofting
Tofting var en jernalderboplads nordøst for Tønning på halvøen Ejdersted og tæt ved Ejderen. Bopladsen var en såkaldt værftboplads. Dens bygninger var opført på flere meter høje værfter, således at de var beskyttet mod højvandet og oversvømmlse. Fundene viser, at stedet blev bebygget første gang omkring 100 e.Kr. og var beboet igennem 400 till 500 år. Værfterne blev i denne tid kontinuerlig forhøjet. Økonomien byggede på kvæghold. Saltengene i nærområdet udgjorde græsarealet. På højere arealer dyrkedes i sommermåneder også korn. Beboerne var også involveret i den maritime fjernhandel. Arkæologerne fandt for eksempel importeret, romersk keramik (terra sigillata).ne
Arkæologer har rekonstrueret et langhus fra bopladsen på baggrund af originale fund fra Tofting. Det cirka 16 meter lange Toftinghus er nu opstillet på Moesgård Museum ved Århus. Under udgravningen af Toftinghuset fandt man under staldenden et trætrug med skelettet af et 10 måneder gammelt barn. 